# West Bountiful
West Bountiful – miasto w Stanach Zjednoczonych, w stanie Utah, w hrabstwie Davis.